# Dan Lungu
Dan Lungu, né en 1969 à Botoșani en Roumanie, est un écrivain roumain, maître de conférences à la chaire de sociologie de l'Université Alexandre-Jean-Cuza de Iași.

## Biographie
Il a publié plusieurs recueils de poèmes et de nouvelles et reçu de nombreux prix.
En 1996, il fonde le groupe littéraire Club 8. 
En 2004, il publie Raiul Găinilor (roman de zvonuri și mistere) (Le Paradis des poules) aux éditions Polirom. Il s'agit de son premier roman traduit en français.
Il est nommé chevalier de l'ordre des Arts et des Lettres en 2011.

## Ouvrages traduits en français
- La révolution des cure-dents[1], extrait de Le paradis des poules : faux roman de rumeurs et de mystères, dans Douze écrivains roumains, 2005
- Le paradis des poules : faux roman de rumeurs et de mystères(Raiul Găinilor (roman de zvonuri și mistere))[2] traduit du roumain par Laure Hinckel aux Éditions Jacqueline Chambon, 2005
- Je suis une vieille coco[3], traduction Laure Hinckel, aux Éditions Jacqueline Chambon, 2008
- Pas question de Dracula...[4], anthologie de nouvelles de Florin Lazarescu, Dan Lungu, Lucian Dan Teodorovici ; traduites du roumain par Laure Hinckel et Iulia Tudos Codre
- Comment oublier une femme[5], traduit du roumain par Laure Hinckel, aux Éditions Jacqueline Chambon, 2010